# Don Alden Adams
Don Alden Adams (født 16. januar 1925, død 30. december 2019) var den sjette præsident (2000-2014) for Vagttårnets Bibel- og Traktatselskab, som er Jehovas Vidners officielle kirkeorganisation.
Adams blev født i 1925 i Oak Park i USA og voksede op i en stor familie. Hans far og mor, William Karl og Mary Adams, tilhørte den episkopale kirke. De fik fem børn Don, Joel, Karl, Jetha og Joy.
Efter at deres mor begyndte at interessere sig for Jehovas Vidners lære, lærte hun sine børn det hun havde lært. Adams blev i 1943 fuldtidsforkynder (pioner) i Kentucky og blev derfor fritaget for militær tjenesten. Senere blev hans far også døbt af Jehovas Vidner.
Don og hans to brødre flyttede i 1945 til Brooklyn i New York for at tjene på Jehovas Vidners hovedkontor. Han blev sekretær for Nathan Knorr (selskabets tredje præsident) og førte tilsyn med Jehovas Vidners missionærarbejde. 
Han tjente som zonetilsynsmand og rejste verden rundt for at besøge adskillige af Vagttårnets landskontorer.
I 2000 trådte selskabets femte præsident, Milton George Henschel, tilbage, og Adams blev selskabets nye præsident. Alle medlemmer af det Styrende Råd, som har ansvaret for de teologiske doktriner i trossamfundet trådte i 2000 tilbage fra deres poster i Vagttårnetselskabet. Adams var den første præsident, der ikke var præsident for det styrende råd og ikke tilhørte de udvalgte 144.000, som den salvede skare består af .
I 2014 stoppede Adams som præsident for Vagttårnets Bibel- og Traktatselskab og blev efterfulgt af Robert Ciranko. Adams døde som 94-årig den 30. december 2019.